# The Hawk Is Howling
The Hawk Is Howling – szósty album studyjny szkockiego zespołu Mogwai, wydany we wrześniu 2008 roku.
Jest to pierwszy album zespołu składający się wyłącznie z nagrań instrumentalnych.

## Album

### Historia i wydania
Album został zarejestrowany i wyprodukowany przez Andy’ego Millera w Chem19 w Hamilton (Szkocja) pomiędzy wrześniem 2007 a lutym 2008 roku. Miks zrealizował w marcu w Castle of Doom Studios w Glasgow Gareth Jones.
Kilka nowych kompozycji zespół zaprezentował po raz pierwszy podczas koncertu w ramach Triptych Festival w centrum sztuki Tramway w Glasgow w kwietniu 2008: „The Precipice”, „I Love You, I’m Going to Blow Up Your School”, „I’m Jim Morrison, I’m Dead”, „Thank You Space Expert”, „Batcat” i „Scotland’s Shame”.
Album został wydany 17 września 2008 roku w Japonii przez Wall of Sound i miejscową wytwórnię Hostess Entertainment Unlimited oraz Rock Action Records jako podwójny CD. W Europie miał premierę 22 września jako CD i podwójny LP. Następnego dnia ukazał się w USA, również jako 2 LP oraz jako digital download (10 plików MP3). 
| 1.  | I'm Jim Morrison, I'm Dead                   | 6:44    |
|     |                                              |         |
| 2.  | Batcat                                       | 5:24    |
|     |                                              |         |
| 3.  | Danphe and the Brain                         | 5:17    |
|     |                                              |         |
| 4.  | Local Authority                              | 4:14    |
|     |                                              |         |
| 5.  | The Sun Smells Too Loud                      | 6:58    |
|     |                                              |         |
| 6.  | Kings Meadow                                 | 4:41    |
|     |                                              |         |
| 7.  | I Love You, I'm Going to Blow Up Your School | 7:33    |
|     |                                              |         |
| 8.  | Scotland's Shame                             | 8:00    |
|     |                                              |         |
| 9.  | Thank You Space Expert                       | 7:53    |
|     |                                              |         |
| 10. | The Precipice                                | 6:44    |
|     |                                              |         |
|     |                                              | 1:03:28 |
|     |                                              |         |

| 1. | Dracula Family                                                                                        | 6:02  |
|    | |       |
| 2. | Stupid Prick Gets Chased by the Police and Loses His Slut Girlfriend                                  | 5:07  |
|    | |       |
| 3. | Devil Rides                                                                                           | 4:00  |
|    | |       |
| 4. | Adelia, I Want To Love (DVD) film dokumentalny o zespole Mogwai w reż. Vincenta Moona i Teresy Eggers | 24:57 |
|    | |       |
| 5. | Batcat (DVD) wideoklip w reż. Dominica Hailstone’a                                                    | 5:25  |
|    | |       |
| 6. | Batcat Animation (DVD) wideoklip w reż. Fernanda Alberta Mena Rojasa                                  | 5:22  |
|    | |       |
|    | | 50:53 |
|    | |       |

| 1. | I'm Jim Morrison, I'm Dead |  |
|    |                            |  |
| 2. | Batcat                     |  |
|    |                            |  |
| 3. | Danphe and the Brain       |  |
|    |                            |  |

| 1. | Local Authority         |  |
|    |                         |  |
| 2. | The Sun Smells Too Loud |  |
|    |                         |  |
| 3. | Kings Meadow            |  |
|    |                         |  |

| 1. | I Love You, I'm Going to Blow Up Your School |  |
|    |                                              |  |
| 2. | Scotland's Shame                             |  |
|    |                                              |  |

| 1. | Thank You Space Expert |  |
|    |                        |  |
| 2. | The Precipice          |  |
|    |                        |  |

Wszystkie utwory napisali członkowie Mogwai.

### Muzycy

#### Mogwai
- Dominic Aitchison – gitara basowa
- Stuart Braithwaite – gitara
- Martin Bulloch – perkusja
- Barry Burns – gitara, instrumenty klawiszowe
- John Cummings – gitara

#### Personel dodatkowy
- James Aparicio – pomoc przy miksowaniu
- Nadia Bradley – zdjęcia i projekt
- Tony Doogan – nagranie „The Sun Smells Too Loud”
- Gareth Jones – miksowanie
- Andy Miller – producent
- Andi Whitelock – nagranie mandoliny w „Scotland’s Shame”

## Odbiór

### Opinie krytyków
| Oceny łączne         | Oceny łączne |
| Publikacja           | Ocena        |
| -------------------- | ------------ |
| Album of the Year    | 72/100       |
| Metacritic           | 76/100       |
| Recenzje             |              |
| Publikacja           | Ocena        |
| AllMusic             | [ 10 ]       |
| The A.V. Club        | B-           |
| Cokemachineglow      | 74%          |
| Consequence of Sound | B            |
| Drowned in Sound     | 7/10         |
| Evening Standard     | [ 15 ]       |
| God Is in the TV     | 4/5          |
| The Guardian         | [ 17 ]       |
| laut.de              | [ 18 ]       |
| musicOMH             | [ 19 ]       |
| NOW Magazine         | [ a ] [ 20 ] |
| The Observer         | [ 21 ]       |
| Pitchfork            | 4.5/10       |
| PopMatters           | 7/10         |
| RYM                  | 3.39/5       |
| Record Collector     | [ 25 ]       |
| The Skinny           | [ 26 ]       |
| Slant Magazine       | [ 27 ]       |
| Spin                 | [ 28 ]       |
| Sputnikmusic         | 3.0/5        |
| Tiny Mix Tapes       | [ 30 ]       |

Album Mogwai zyskał powszechne uznanie na podstawie 27 opinii krytycznych.
„Wydając szósty studyjny album, kwintet z Glasgow przeszedł samego siebie, nie tylko od strony muzycznej, ale również w kwestii tytułów piosenek” – ocenia Ash Dosanjh z Record Collector dając albumowi maksymalną notę – 5 gwiazdek.
„To graniczy ze schizofrenią, że Mogwai jeszcze bardziej rozciągają post-rockowe kajdany na swoim siódmym albumie, właśnie poprzez głębsze niż kiedykolwiek zanurzenie się w jego słownictwie” – uważa Matthias Manthe z magazynu laut.de dając albumowi również 5 gwiazdek.
„Z każdym albumem Mogwai odkrywa nowe sposoby na zrównoważenie mocy i subtelności swojej muzyki. Na The Hawk Is Howling zespół powraca do swoich korzeni, po raz pierwszy od dekady współpracując z producentem Andym Millerem i dostarczając pierwszy od kilku albumów zestaw całkowicie instrumentalnych utworów. To najbardziej masywna muzyka Mogwai od dłuższego czasu Album stanowi mistrzowskie połączenie subtelności i mocy tkwiącej w muzyce Mogwai” – uważa Heather Phares z AllMusic. Przykładem tej pierwszej jest jej zdaniem rozpoczynający się łagodnym dźwiękiem fortepianu utwór 'I'm Jim Morrison, I'm Dead', a drugiej – ciężki i metalowy 'Batcat'”.
„The Hawk Is Howling może nie wzbudza niepokoju Happy Songs For Happy People, ani nawet nie dorównuje apokaliptycznej atmosferze Rock Action, ale jeśli traktować go w oderwaniu od Mogwai, nawet poza nazwą Mogwai, trzyma się mocno jako pierwszy wyłącznie instrumentalny album Mogwai (...). The Hawk Is Howling udowadnia, że [Mogwai] wciąż zasługują na swoje miejsce na post-rockowym piedestale – uważa Luke Slater z magazynu Drowned in Sound.
Zdaniem Betty Clarke z dziennika The Guardian „Najnowszy album pionierów post-rocka z Glasgow nawiązuje do melodyjnego piękna płyty "Mr Beast" z 2006 roku. (...) Pozbawione tekstów piosenki są zachwycające, a jednocześnie przystępne”, zaś cały album, zdaniem recenzentki to „nie tyle progresja, co godzinne dopieszczanie nowej estetyki Mogwai”.
W opinii Graysona Currina z magazynu Pitchfork „nowy album Mogwai, The Hawk Is Howling, to kolejne powtórzenie brzmienia zapoczątkowanego przez Happy Songs for Happy People z 2003 roku i kontynuowanego przez Mr. Beast z 2006 roku – dostajemy tu garść skróconych, ciężkich utworów, odpowiednią porcję sennych dryfów i okazjonalnych, sugestywnych, futurystycznie podkręconych piłek”.
„The Hawk Is Howling jest jednocześnie porównywalny i zupełnie inny. Podobnie jak Mr. Beast, szósty album Mogwai omija drogę 'triumfalnego powrotu do formy' poprzez powrót do poprzedniej, zwycięskiej formuły lub przeskoczenie do zupełnie innego stylu. Zamiast tego, czerpie z różnorodnych aspektów brzmienia zespołu, by – podobnie jak poprzednik – wydestylować coś, co wydaje się być 'esencją' Mogwai. Przewrotnie jednak, ta esencja nie jest w niczym podobna do esencji Mr. Beast” – stwierdza Chris Baynes z magazynu PopMatters.
„Chociaż The Hawk Is Howling jest całkowicie pozbawiony wokalu, to [jego] bogate i teksturowane melodie dobrze nadają się do kształtowania różnych dramatycznych tematów. (…). Album udowadnia, że po 10 latach zespół nadal wnosi godny podziwu wkład w dyskusję o alternatywnym rocku” – ocenia Ryan Helfand z musicOMH.
„The Hawk Is Howling (…) to płyta godna polecenia każdemu, kto jest ciekaw stylu Mogwai” – twierdzi Alex Young z Consequence of Sound.
Christopher Alexander z magazynu Cokemachineglow ocenia, że The Hawk is Howling „to niezwykle satysfakcjonujący, cierpliwy i fachowo nagrany album, który zalicza się do ich najlepszych”.
Według Alexa Skinnera z magazynu God Is in the TV Mogwai „stworzyli odważne, filmowe brzmienie, doprawione elektroniką i klasycznymi smaczkami. Mogwai wydali ponaddźwiękowy album w stylu mind funk, są z pewnością śmietanką brytyjskiego post-art-rocka”.

### Listy tygodniowe
| Kraj              | Lista                      | Pozycja |
| ----------------- | -------------------------- | ------- |
| Belgia            | Ultratop (Flandria)        | 29      |
| Belgia            | Ultratop (Walonia)         | 70      |
| Francja           | Les Charts                 | 53      |
| Holandia          | MegaCharts                 | 92      |
| Niemcy            | Offizielle Deutsche Charts | 72      |
| Stany Zjednoczone | Billboard 200              | 97      |
| Stany Zjednoczone | Independent Albums         | 10      |
| Stany Zjednoczone | Tastemakers                | 8       |
| Szkocja           | Scottish Albums Chart      | 18      |
| Szwajcaria        | Schweizer Hitparade        | 73      |
| Wielka Brytania   | UK Albums Chart            | 35      |
| Wielka Brytania   | UK Independent Albums      | 2       |
| Włochy            | Italian Charts             | 47      |